# John Grey Sandie
John Grey Sandie, britanski general, * 1897, † 1975.